# Border of Reality
Border of Reality è il terzo album in studio del gruppo heavy metal tedesco Angel Dust, pubblicato nel 1998.

## Tracce
1. Border of Reality – 4:52
2. No More Faith – 4:12
3. Nightmare – 4:43
4. Centuries – 5:19
5. When I Die – 9:45
6. Where the Wind Blows – 7:36
7. Spotlight Kid (Rainbow cover) – 4:22
8. Behind the Mirror – 8:17
9. Coming Home – 5:58
10. Easy Livin' (Uriah Heep cover) – 2:37

## Formazione
- Dirk Thurisch – voce, chitarra
- Bernd Aufermann – chitarra
- Frank Banx – basso, voce
- Steven Banx – tastiere
- Dirk Assmuth – batteria